# Serie del Caribe 2008
La Serie del Caribe 2008 fue la 50.ª edición del clásico caribeño, un evento deportivo de béisbol profesional, que se disputó en el Estadio Cibao, en Santiago de los Caballeros, República Dominicana. Esta serie reunió a los equipos de béisbol profesional campeones de los países que integran la Confederación del Caribe: Venezuela, México y República Dominicana.
La Serie se realizó del 2 al 7 de febrero de 2008 resultando ganador el representante Dominicano Tigres del Licey. Este año no contó con la participación de Puerto Rico, que canceló su temporada de béisbol debido a problemas económicos. Fue remplazado por el subcampeón de la República Dominicana.
Los Tigres del Licey ganaron su décima corona de la Serie del Caribe al vencer a las Águilas Cibaeñas 8 carreras por 2.

## Estadio
Para los partidos oficiales de la serie, se utilizó el Estadio Cibao ubicado en Santiago de los Caballeros - República Dominicana. 

## Equipos participantes
| País                 | Equipo                   | Liga/vía de clasificación                                                                                              |
| -------------------- | ------------------------ | --- |
| República Dominicana | Águilas Cibaeñas         | Campeón de la Liga de Béisbol Profesional de la República Dominicana (2007/2008) y Campeón de la Serie del Caribe 2007 |
| República Dominicana | Tigres del Licey         | Subcampeón de la Liga de Béisbol Profesional de la República Dominicana (2007/2008)                                    |
| México               | Yaquis de Ciudad Obregón | Campeón de la Liga Mexicana del Pacífico (2007/2008)                                                                   |
| Venezuela            | Tigres de Aragua         | Campeón de la Liga Venezolana de Béisbol Profesional (2007/2008)                                                       |

## Clasificación final
| Pos | Equipo            | J | G | P | Ave  | VTJ | CA | CP | DC  |
| --- | ----------------- | - | - | - | ---- | --- | -- | -- | --- |
| 1   | Tigres del Licey  | 6 | 5 | 1 | .833 | 0   | 28 | 17 | +11 |
| 2   | Águilas Cibaeñas  | 6 | 3 | 3 | .500 | 2   | 29 | 29 | 0   |
| 3   | Tigres de Aragua  | 6 | 2 | 4 | .333 | 3   | 24 | 23 | +1  |
| 4   | Yaquis de Obregón | 6 | 2 | 4 | .333 | 3   | 22 | 32 | -10 |

      Equipo Remplazando a Puerto Rico
Glosario:
- J: Jugados
- G: Ganados
- P: Perdidos
- Ave: Promedio del Equipo
- VTJ: Ventaja
- CA: Carreras Anotadas
- CP: Carreras Permitidas
- DC: Diferencia de Carreras

Fechas de Partidos:
| Fecha        | Visitante         | Resultado | Local             | Estadio       |
| ------------ | ----------------- | --------- | ----------------- | ------------- |
| 2 de febrero | Tigres del Licey  | 6 - 4     | Tigres de Aragua  | Estadio Cibao |
| 2 de febrero | Yaquis de Obregón | 6 - 13    | Águilas Cibaeñas  | Estadio Cibao |
| 3 de febrero | Águilas Cibaeñas  | 3 - 1     | Tigres de Aragua  | Estadio Cibao |
| 3 de febrero | Tigres del Licey  | 2 - 1     | Yaquis de Obregón | Estadio Cibao |
| 4 de febrero | Tigres de Aragua  | 5 - 0     | Yaquis de Obregón | Estadio Cibao |
| 4 de febrero | Águilas Cibaeñas  | 2 - 5     | Tigres del Licey  | Estadio Cibao |
| 5 de febrero | Águilas Cibaeñas  | 4 - 1     | Yaquis de Obregón | Estadio Cibao |
| 5 de febrero | Tigres de Aragua  | 1 - 2     | Tigres del Licey  | Estadio Cibao |
| 6 de febrero | Tigres de Aragua  | 8 - 5     | Águilas Cibaeñas  | Estadio Cibao |
| 6 de febrero | Yaquis de Obregón | 7 - 4     | Tigres del Licey  | Estadio Cibao |
| 7 de febrero | Yaquis de Obregón | 7 - 5     | Tigres de Aragua  | Estadio Cibao |
| 7 de febrero | Tigres del Licey  | 8 - 2     | Águilas Cibaeñas  | Estadio Cibao |

### Distinciones individuales
| Líderes individuales |                     |       |
| Jugador / Equipo | Estadísticas        |       |
| Nelson Cruz / Tigres del Licey | Average de bateo    | .407  |
| José Bautista / Tigres del Licey Robert Saucedo / Yaquis de Obregón Miguel Tejada / Águilas Cibaeñas                                  | Home runs           | 2     |
| Robert Saucedo / Yaquis de Obregón | RBI                 | 6     |
| Robert Saucedo / Yaquis de Obregón | Carreras            | 7     |
| Nelson Cruz / Tigres del Licey | Hits                | 11    |
| Nelson Cruz / Tigres del Licey | Dobles              | 3     |
| Richard Paz / Tigres de Aragua Tony Peña / Águilas Cibaeñas Reggie Taylor / Yaquis de Obregón Carlos Valencia / Yaquis de Obregón     | Triples             | 1     |
| Alfredo Amézaga / Yaquis de Obregón                                                                                                   | Robos de base       | 3     |
| Luis Maza / Tigres de Aragua | OBP                 | .483  |
| Nelson Cruz / Tigres del Licey | SLG                 | .630  |
| Nelson Cruz / Tigres del Licey | OPS                 | 1.037 |
| Ramón Ortiz / Tigres del Licey | Ganados             | 2     |
| Joselo Díaz / Águilas Cibaeñas | Ponches             | 8     |
| Ramón Ortiz / Tigres del Licey | ERA                 | 0.00  |
| Ramón Ortiz / Tigres del Licey | Innings pichados    | 11⅓   |
| Carlos Mármol / Tigres del Licey Arnie Muñoz / Águilas Cibaeñas                                                                       | Salvados            | 2     |
| Denny Bautista / Águilas Cibaeñas Randy Choate / Águilas Cibaeñas Víctor Moreno / Tigres de Aragua Adrián Ramírez / Yaquis de Obregón | Juegos pichados     | 4     |
| Premios |                     |       |
| Ramón Ortiz / Tigres del Licey | Jugador más valioso |       |
| Héctor de la Cruz / Tigres del Licey                                                                                                  | Mánager             |       |

| Equipo All-Star                      |                     |  |
| Nombre / Equipo                      | Posición            |  |
| Matt Tupman / Tigres del Licey       | Receptor            |  |
| Mendy López / Águilas Cibaeñas       | Primera base        |  |
| Rafael Furcal / Águilas Cibaeñas     | Segunda base        |  |
| Luis Maza / Tigres de Aragua         | Tercera base        |  |
| Tony Peña / DOM 1                    | shortstop           |  |
| Albino Contreras / Yaquis de Obregón | Jardinero izquierdo |  |
| Selwyn Langaigne / Tigres de Aragua  | Jardinero central   |  |
| Nelson Cruz / Tigres del Licey       | Jardinero central   |  |
| Robert Saucedo / Yaquis de Obregón   | Bateador designado  |  |
| Ramón Ortiz / Tigres del Licey       | Lanzador derecho    |  |
| Arnaldo Muñoz / Yaquis de Obregón    | Lanzador izquierdo  |  |
| Héctor de la Cruz / Tigres del Licey | Mánager             |  |

## Campeón
| Bandera de la República Dominicana |
| Campeón Tigres del Licey           |
| 10° título                         |